# 石井眞夫
石井 眞夫（いしい まさお）は、日本の文化人類学者。専門は、東アジア・オセアニアの政治・社会に関する文化人類学的研究。三重大学名誉教授。

## 来歴・人物
1974年、埼玉大学教養学部文化人類学コース卒業。1980年、東京都立大学 (1949-2011)大学院社会科学研究科博士後期課程単位取得満期退学。
1980年に佐賀大学専任講師、1982年、佐賀大学助教授、1993年、三重大学助教授を経て、1994年より三重大学人文学部文化学科教授。

## 著書

### 共著
- 「土地と首長制ヴィティ・レブ島北部ラ地方の首長制」（『オセアニアの現在』、人文書院、2002年）
- 「メラネシアにおける生命の民族誌」（小川正恭・渡邊欣雄・小松和彦編『象徴と権力』、弘文堂、1988年）
- 『オセアニア世界の伝統と変貌』、石川栄吉編、小川出版社、1987年
- 「親族関係の体系」（渡邊欣雄編『親族の社会人類学』、至文堂、1982年

## 論文
- 「ボルネオ・ダイヤキズムと山地民の生態 -マレーとダヤクの対比の中で」（『人文論叢』,29/,2012年）
- 「東マレーシア、サラワク州の"中規模"民族集団 -サラワク州地方政治の中で」（『インターカルチュラル』,7/,2009年）
- 「カリマンタン首狩と国家―民族対立抗争の政治人類学」（『人文論叢』, 19/, 2002年）
- 「南部メラネシアにおけるキリスト教信仰と受容形態の変容」（『人文論叢』, 15/, 1998年）
- 「南メラネシアの小さな政治と伝統」（『歴史と地理』世界史の研究170, 489, 1997年）
- 「マラッカ海峡両岸の歴史的都市の遺跡保存の現状と観光開発」（共著）（『アジアの地域・自然環境と開発に関する調査研究論文集』, 3/, 1996年）
- 「マラッカ海峡交易都市の歴史的町並みの保存」（共著）（『アジアの地域・自然環境と開発に関する調査研究論文集』、1995年）
- 「フィジー、ラ地方における男の世界と女の世界」（『九州人類学会報』, 20/, 1994年）
- Childbirth and gender in central Sulawesi (Kinship, Gender and the Cosmic World,edited by K. Yamaji,  SMC Publishing , 1990)
- 「メラネシアにおけるアム芋栽培の民族誌」（『九州人類学会報』, 16/, 1988年）
- Kinship and birth customs of the Saluan , central Sulawesi (Childbirth and Childrearing in Western Oceania, edited by T. Goda, Kobe University, 1986)
- 「仲介性への予備的考察」（『佐賀大学教養部紀要』, 13/, 1981年）